# Highland Lake (Alabama)
Highland Lake – miasto w Stanach Zjednoczonych, w stanie Alabama, w hrabstwie Blount. W roku 2023 miasto zamieszkiwały 424 osoby, a gęstość zaludnienia wynosiła 81,5 osoby/km².